# Adriaen van Cronenburg
Adriaen van Cronenburg (a volte riportato come Cronenburgh o come Cronenburch o, erroneamente, come Anna van Cronenburg) (Schagen, 1525 – Bergum, dopo 1604) è stato un pittore olandese.

## Biografia

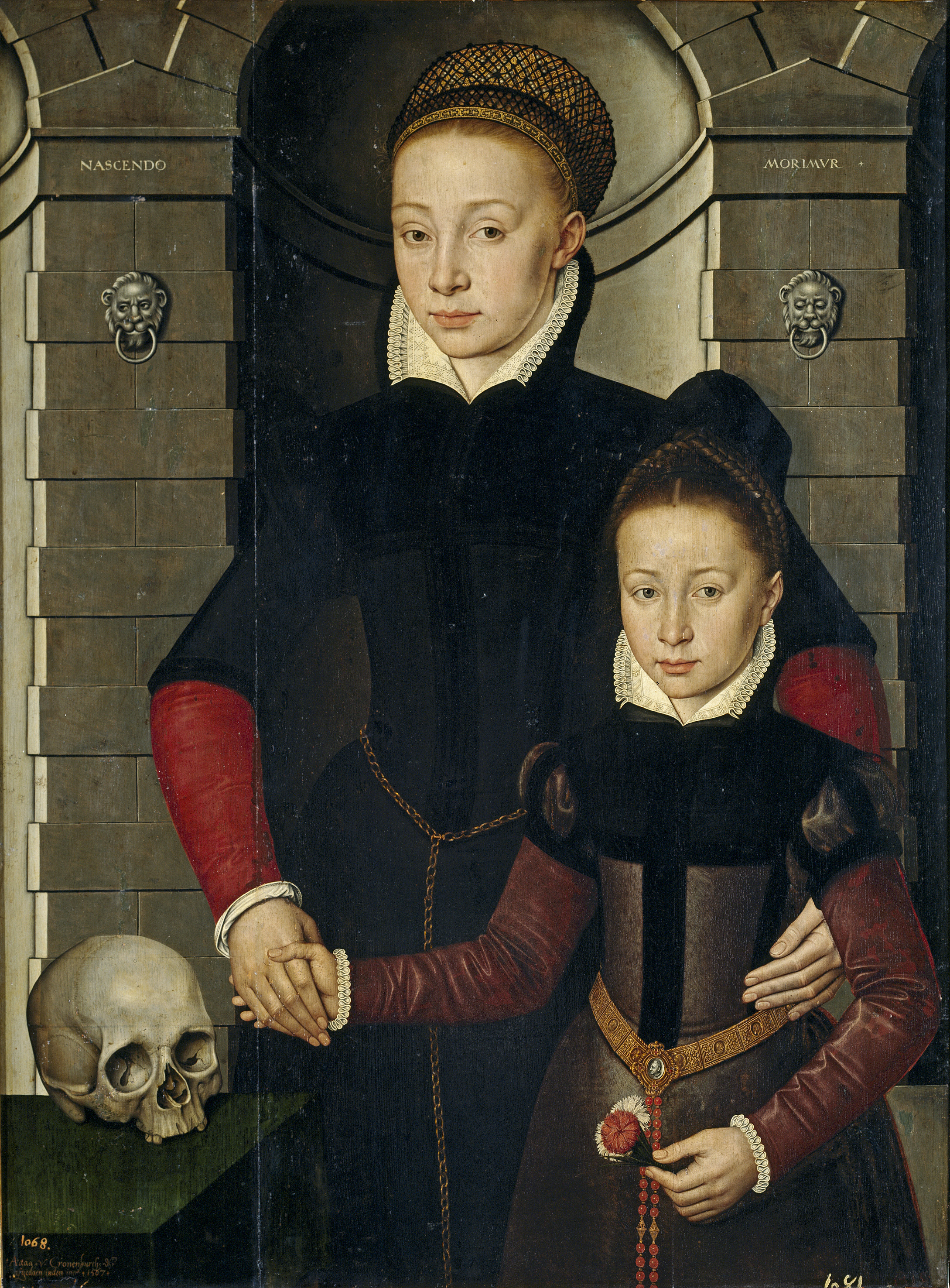
Ritratto di signora e fanciullo, 1567, Museo del Prado.

Fu attivo tra il 1547 e il 1590 circa, lavorando nelle province di Frisia e Groninga ma trascorse del tempo anche in Belgio, soprattutto a Lovanio e ad Anversa dove dipinse il ritratto di Katheryn di Berain poi conservato al Museo Nazionale di Cardiff.

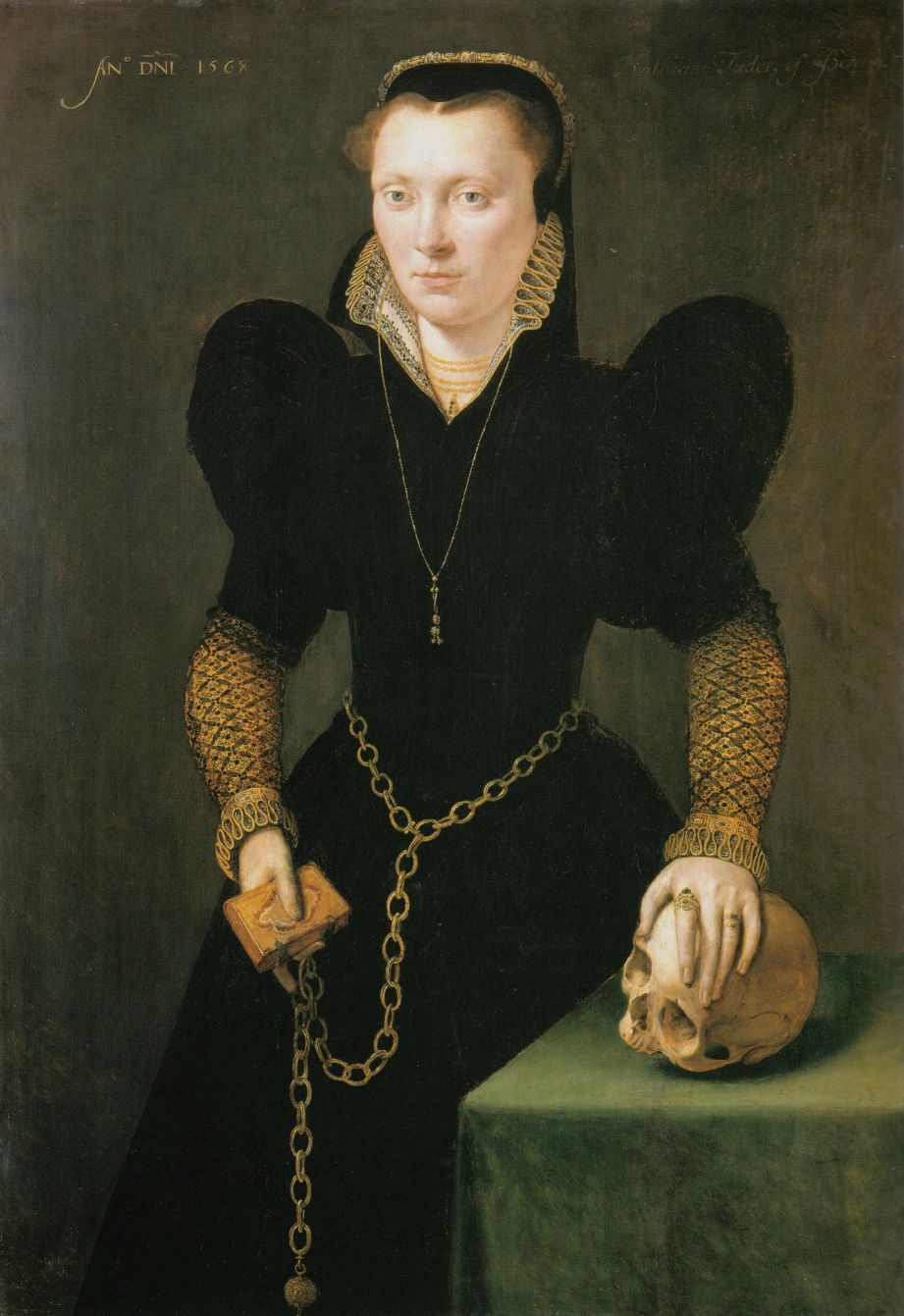
Ritratto di Katheryn di Berain, 1568, National Museum Cardiff

Si sposò due volte, entrambe con due cugine di origine aristocratica ed è probabile che grazie a questo divenne segretario di Tietjerksteradeel nel 1567. Dopo l'Unione di Utrecht Cronenburg lasciò la Frisia nel 1580 a causa del suo rifiuto di rinunciare al cattolicesimo. Gli fu permesso di tornare in Frisia nel 1592 e si stabilì a Bergum. Le ultime opere firmate conosciute risalgono al 1587 e al 1590.

## Anna van Cronenburg
L'identità di Adriaen van Cronenburg è stata stabilita da A. Wassenbergh, già direttore del Fries Museum, sulla base della sua insolita firma, Aaaa van Cronenburg. Per molti anni la firma illogica era stata corretta in "Anna van Cronenburg" ma Wassenbergh riuscì a dimostrare che le quattro lettere "a" indicavano "Adriaen" in quanto, in olandese, potevano essere lette come "A, 3 a's" che si pronuncia come "A, drie a'en" ovvero "Adriaen". Anna van Cronenburg era comunque una parente di Adriaen, figlia di un medico il cui secondo marito divenne sindaco di Leeuwarden nel 1579. La questione della vera identità dell'artista fu sollevata in un articolo del 1934 da G. Marlier.

## Opere
Diverse opere di Cronenburg si trovano nel Museo Fries e un gruppo di quattro ritratti di donne si trova nel museo del Prado in Spagna. Questi sono tutti ritratti di tre quarti di donne in piedi, due con figlie di forse dieci anni; uno ha un teschio su un tavolo, come il ritratto di Cardiff. I quattro, più una quinta opera perduta, furono inventariati nella collezione reale spagnola presso l'antico palazzo reale, il Real Alcázar di Madrid, nel 1636, e mostrano i loro soggetti davanti allo stesso sfondo di un portico cieco rinascimentale con nicchie e verde tendaggi e sono praticamente delle stesse dimensioni (circa 1,05 x 0,79 cm).